# Béatrice Edwige

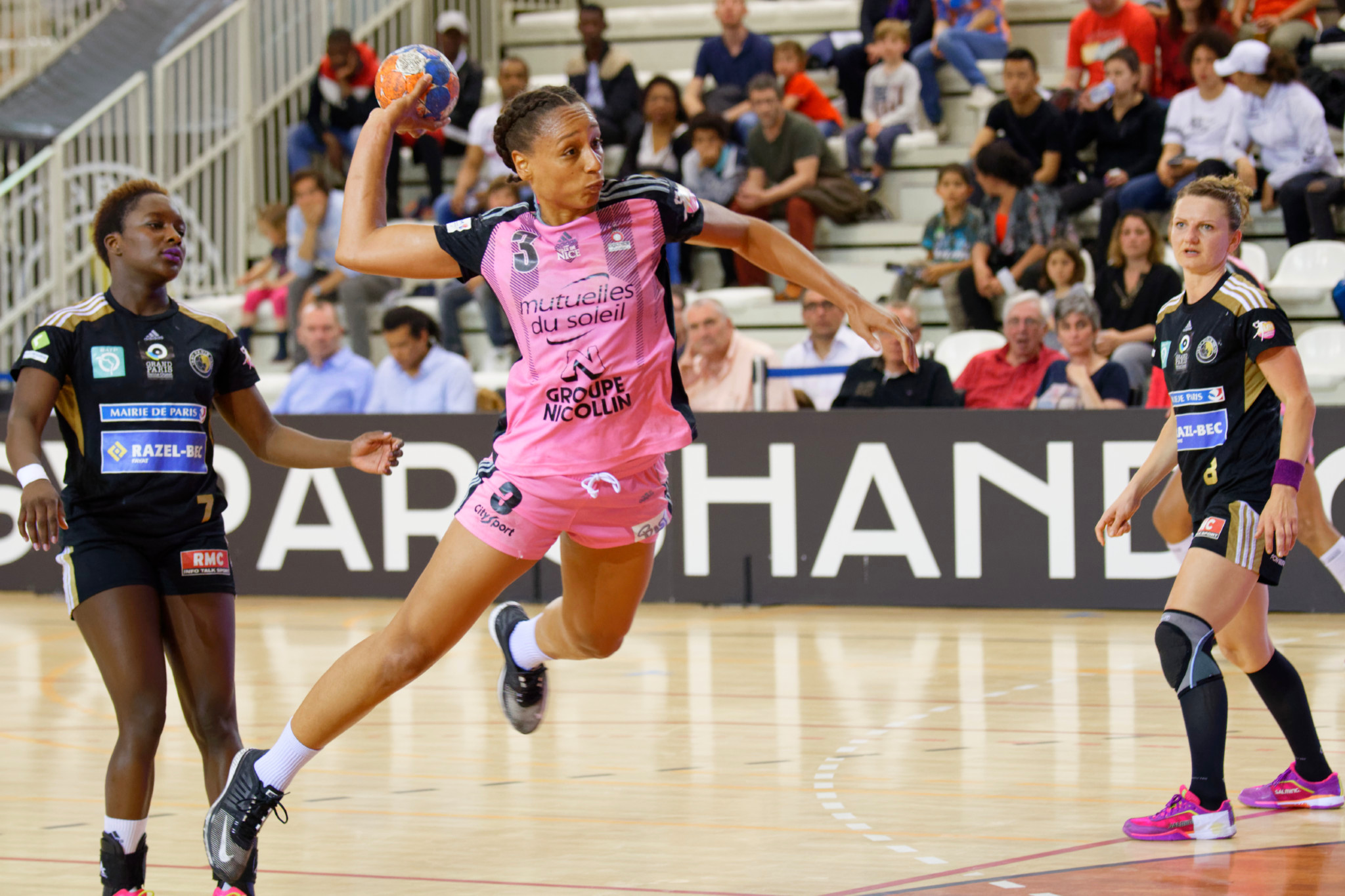
Béatrice Edwige med OGC Nice, 2016.

Béatrice Edwige, född 3 oktober 1988 i Paris, är en fransk handbollsspelare (mittsexa/försvarsspelare).

## Klubbkarriär
Beatrice Edwige växte upp Mana, i västra Guyana. Hon bodde där till 11 års ålder, men flyttade sedan åter till Paris. Hon spelade först för HBC Celles-sur-Belle, men gick sedan 2009 till Cercle Dijon Bourgogne som spelade i högsta franska ligan. Klubben når för första gången finalen i franska cupen men säsongen slutar i moll. Dijon flyttas ner till andraligan efter säsongen. Edwige stannade trots detta i  Dijon Burgundy Circle som vann andraligan i Frankrike och omedelbart kom tillbaka till förstaligan. Béatrice Edwige lämnade Dijon sommaren 2014 för att ansluta till OGC Nice. Vid säsongens slut 2015 blev hon utsedd till bästa försvarsspelare i franska mästerskapet.
I maj 2016 blir hon klar för Metz HB, efter två säsonger i OGC Nice där hon hade etablerat sig som en av de bästa mittsexorna i Frankrike. Hon ersatte Nina Kanto, legendarisk lagkapten för Metz Handball, som slutade efter säsongen 2015-2016. Säsongen 2018-2019 var hon en del i Metz HB när klubben nådde finalspelet i Champions League, som första franska klubb och vann franska titeln och franska cupen. I hennes sista match för Metz, i franska cupfinalen stod hon för 8 mål på 9 avslut. Säsongen 2018-2019 utses hon till bästa försvare och mittsexa i franska mästerskapet. 2019 skrev hon ett tvåårskontrakt med europeiska toppklubben Győri ETO KC.

## Landslagskarriär
Den 1 juni 2013 spelade Edwige sin första landskamp mot Kroatien i Montbéliard. Béatrice Edwige återvände i landslagstruppen 2015, två år efter sin debut. I december 2015 var hon en av 18 spelare valda för VM 2015 i Danmark och det blev hennes mästerskapsdebut. Edwige var också en av spelarna för Frankrike vid OS 2016 i Rio de Janeiro. I finalen förlorade Frankrike mot Ryssland och fick nöja sig med OS-silvret. Hon gjorde bara 4 mål i turneringen men var en nyckelspelare i franska försvaret och stod för tre bollstölder och elva blockade skott i turneringen. I december 2016 vann hon EM-brons med franska laget i EM 2016 i Sverige. Hon utsågs till turneringens bästa försvarsspelare vid EM 2016. Hon spelade sedan också VM 2017 och EM 2018 för Frankrike och blev världsmästare och Europamästare. 2019 misslyckades Frankrike vid VM i Japan och först 2020 fick Edwige en ny medalj, EM-silver efter förlust mot Norge i finalen. Hon var med och vann OS-guld med Frankrike vid turneringen 2021 i Tokyo.

## Utmärkelser
- Riddare av Nationalförtjänstorden,  1 december 2016[16]
- Riddare av Hederslegionen,  8 september 2021[17]

[Redigera Wikidata]